# Ahmad al-Mansur
Aḥmad al-Manṣūr al-Dhahabī (in arabo أحمد المنصور السعدي‎?; Fès, 1549 – Fès, 1603) fu un sultano  del Marocco, appartenente alla dinastia sa'diana, regnò dal 1578 fino al 1603, data della sua morte.
Fu il sesto e il più famoso sultano della dinastia saʿdiana. Aḥmad al-Manṣūr fu una figura importante dell'Europa e dell'Africa del XVI secolo, il suo potente esercito e la posizione strategica del suo regno fece di lui una potente figura nel tardo periodo rinascimentale.

## Primi anni
Era il quinto figlio di Muḥammad al-Shaykh, che fu il primo sultano della dinastia sa'diana del Marocco. Sua madre era nota come Lallā Masʿūda. L'assassinio di Muḥammad al-Shaykh nel 1557 scaturì una lotta per il trono, Aḥmad al-Manṣūr assieme al fratello Abu Marwan ʿAbd al-Malik I dovettero fuggire per non essere uccisi dal loro fratello maggiore ʿAbd Allah al-Ghālib (1557-1574), lasciarono quindi il Marocco e soggiornarono all'estero fino al 1576. I due fratelli trascorsero 17 anni in mezzo agli ottomani, tra la reggenza di Algeri e Costantinopoli, beneficiando in questo modo di una formazione ottomana.

## Battaglia di Alcazarquivir (1578)
Nel 1578, Aḥmad e suo fratello (il sultano Abū Marwān ʿAbd al-Malik I) invasero il Marocco, costringendo alla fuga in Portogallo il loro nipote Muḥammad II al-Mutawakkil figlio e successore di ʿAbd Allah al-Ghālib. Muḥammad II convinse il re Sebastiano I del Portogallo a lanciare una campagna militare contro il Marocco. La spedizione si rivelò un completo fallimento: i Portoghesi vennero sconfitti nel 1578 nella battaglia di Ksar-El-Kebir (detta anche battaglia dei tre re o battaglia del Wadi l-Makhazin). La battaglia si concluse dopo quasi quattro ore di pesanti combattimenti e portò alla totale disfatta dell'esercito portoghese. Persero la vita nell'occasione lo stesso Sebastiano e tutta la nobiltà portoghese combattente; 15 000 uomini furono fatti prigionieri e solo un centinaio di superstiti riuscì a fuggire verso la costa. Il corpo del re Sebastiano, che morì quando guidava personalmente una carica contro il nemico, non fu mai trovato.
Il sultano ʿAbd Al-Malik, fratello di Aḥmad, morì durante la battaglia, ma per cause naturali (era già anziano e molto malato), ma la notizia della sua morte fu tenuta nascosta dal suo medico ebreo fino a che la vittoria totale non fu assicurata.
Dopo la sconfitta Muḥammad II cercò di fuggire ma morì annegato cercando di guadare il Wadi l-Makhazin, un affluente del fiume Luccus. Aḥmad venne nominato successore di suo fratello e iniziò il suo regno in mezzo al prestigio che la vittoria sui portoghesi dette alla dinastia, nonché grazie alla ricchezza che ottenne dal riscatto dei prigionieri portoghesi.

## Regno (1578–1603)

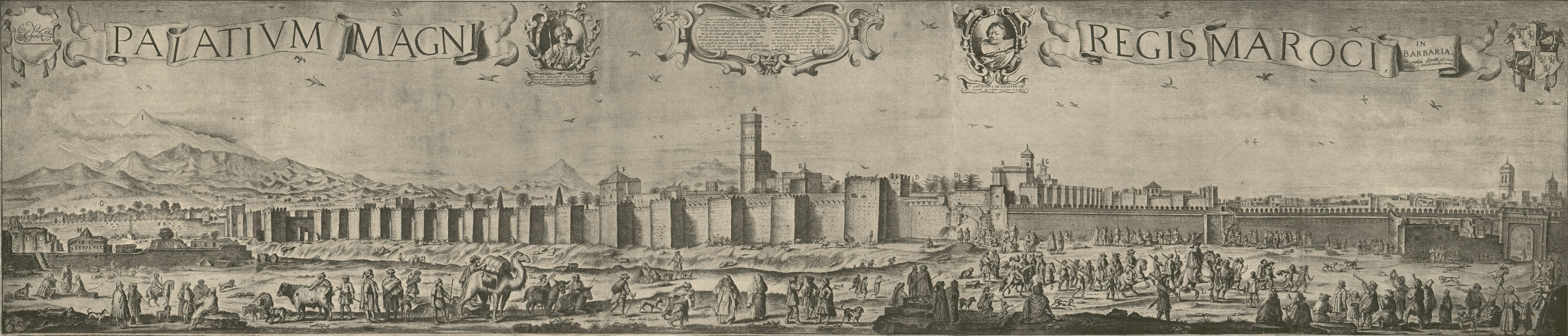
Marrakesh e il Palazzo El Badi (Adriaen Matham, 1640).

Il riscatto dei prigionieri portoghesi riempì le casse reali del sultano. Poco dopo iniziò la costruzione di un grande palazzo che sarebbe dovuto diventare il simbolo architettonico di questa nuova nascita del potere marocchino: il palazzo El Badi a Marrakesh.

Con il passare del tempo le casse reali iniziarono a svuotarsi a causa delle grandi spese militari, gli ampi servizi di spionaggio, il palazzo e altri progetti di urbanistica, uno stile di vita lussuoso e una campagna di propaganda volta a sostenere la sua pretesa di proclamarsi califfo.

### Relazioni con l'Europa

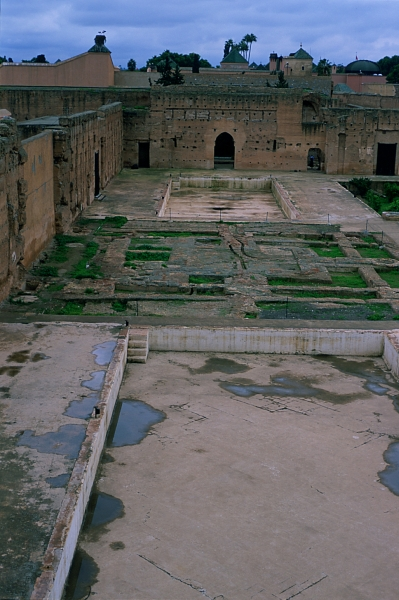
Rovine del palazzo El Badi.

Al-Manṣūr capì che l'unico modo per permettere al suo sultanato di prosperare sarebbe stato quello di beneficiare di alleanze con le economie europee. Per fare questo il Marocco avrebbe dovuto controllare le risorse considerevoli di oro dell'Africa subsahariana. Di conseguenza, al-Mansur fu irresistibilmente attratto dal commercio di oro trans-sahariano dell'impero Songhai.

Ahmad al-Mansur sviluppò relazioni amichevoli con l'Inghilterra, al che i due regni siglarono un'alleanza in funzione anti-spagnola. Nel 1600 mandò il suo ambasciatore ʿAbd al-Wāḥid b. Masʿūd (Messaoud) alla Corte della regina Elisabetta I d'Inghilterra. Aḥmad al-Manṣūr scrisse che voleva riconquistare la Spagna e ricreare al-Andalus (la Spagna islamica).

Ahmad al-Mansur aveva medici francesi alla sua corte. Arnoult de Lisle fu suo medico dal 1588 al 1598. Venne poi sostituito da Étienne Hubert d'Orléans dal 1598 al 1600. Una volta tornato in Francia, Hubert d'Orléans, divenne professore di lingua araba presso il Collège de France.

### Campagna contro l'impero Songhai
L'impero Songhai era uno Stato africano nella parte orientale dell'attuale Mali. Dai primi anni del XV secolo fino al tardo XVI secolo fu uno dei più grandi imperi africani della storia. Il 16 ottobre 1590, Aḥmad, approfittando della guerra civile che vi scoppiò, inviò un esercito di 4.000 uomini sotto il comando del convertito spagnolo Judar Pascià.
Anche se l'imperatore del Songhai Askia Ishaq II poteva contare su 40.000 uomini, Judar Pascià lo sconfisse nella battaglia di Tondibi grazie alle armi a polvere da sparo di cui l'esercito dell'imperatore non disponeva. Judar avanzò, saccheggiando le città Songhai di Timbuctù e Djenné, così come la capitale Gao. Nonostante questi successi iniziali, la logistica di controllo di un territorio separato dal Sahara presto si rivelò troppo difficile, e i sa'diani persero il controllo delle città non molto tempo dopo il 1620.

Il saccheggio delle città e il controllo delle miniere d'oro e di sale del Songhai dettero un periodo di grande prosperità economica al suo regno, dopo la conquista del Songhai tonnellate di oro vennero mandate a Marrakesh.

### Riforme
Aḥmad al-Manṣūr modernizzò l'esercito marocchino, introducendovi la nuova arte militare ottomana. Dal punto di vista economico, fece piantare grandi piantagioni di canna da zucchero nella piana del Haouz. Lo zucchero marocchino venne esportato principalmente in Inghilterra.
Sul piano dell'organizzazione politica, il sultano non stabilì un gran visir come la Sublime porta ottomana, ma il "Wazīr al-Qalam" (Ministro della penna), responsabile della corrispondenza degli affari di Stato. Per quanto riguarda il hajib, il ciambellano, il suo potere aumentò nel palazzo dopo l'introduzione di un sofisticato protocollo di corte ispirato al modello turco.

Ad amministrare le province e le città, il sultano nominava dei pascià e dei bey. Dell'amministrazione e del governo della capitale Marrakesh se ne occupava il sultano personalmente. Fès, la città più importante subito dopo Marrakesh, era amministrata da un vice-re, ovvero l'erede al trono designato (Muhammad al-Shaykh al-Ma'mun prima e Zaydan al-Nasir dopo).

### Morte e successione

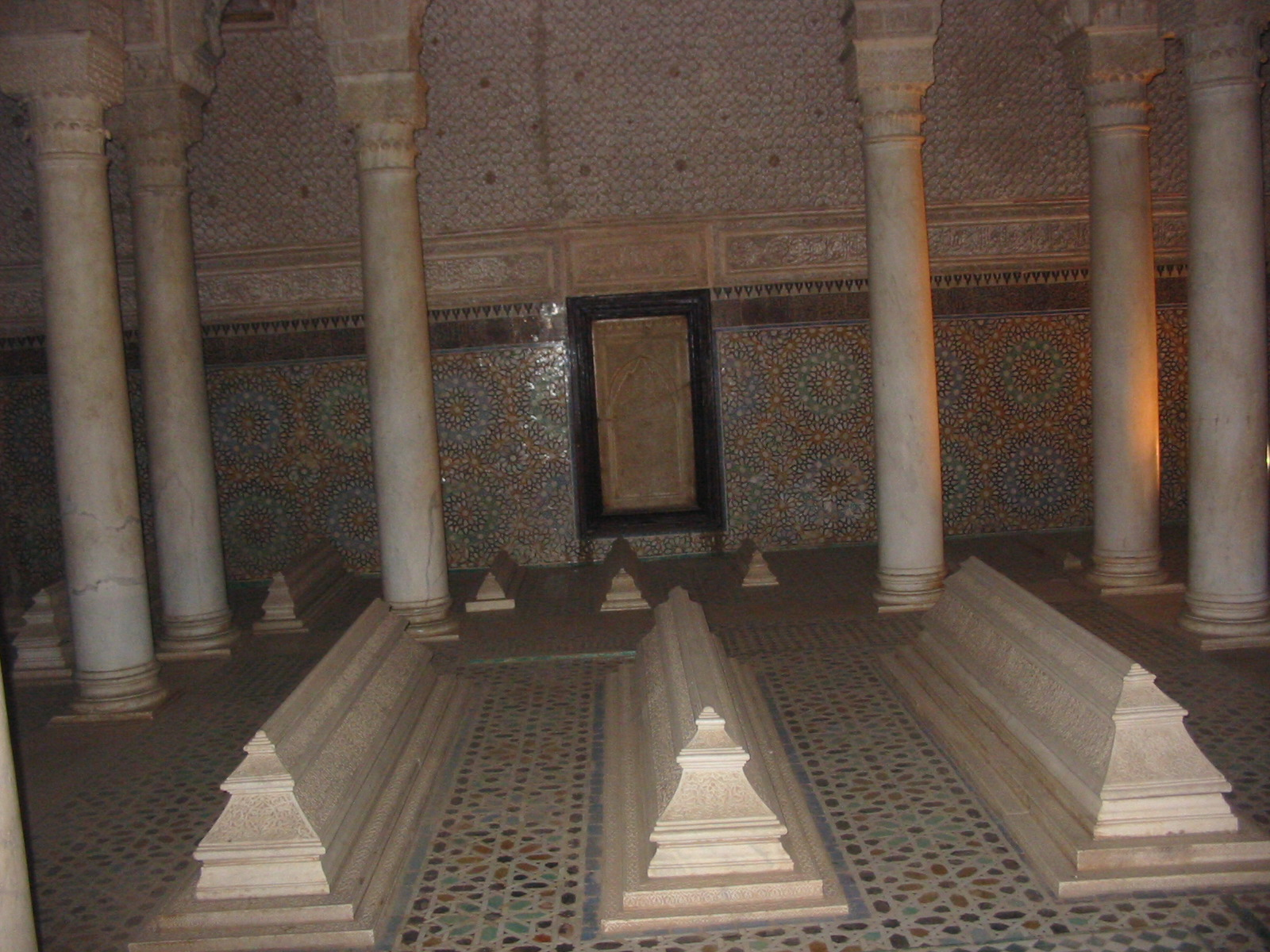
Tombe sa'diane a Marrakesh.

Aḥmad al-Manṣūr morì di peste nel 1603; la sua morte scaturì una lotta per il trono, Zaydan Abu Ma'ali gli succedette a Marrakesh e Abū Fāris ʿAbd Allāh a Fès. Fu sepolto nel mausoleo, detto tombe sa'diane, a Marrakesh.